# Streetluge
Pour les articles homonymes, voir Luge.
 (août 2019).
Si vous disposez d'ouvrages ou d'articles de référence ou si vous connaissez des sites web de qualité traitant du thème abordé ici, merci de compléter l'article en donnant les références utiles à sa vérifiabilité et en les liant à la section « Notes et références ».
En pratique : Quelles sources sont attendues ? Comment ajouter mes sources ?

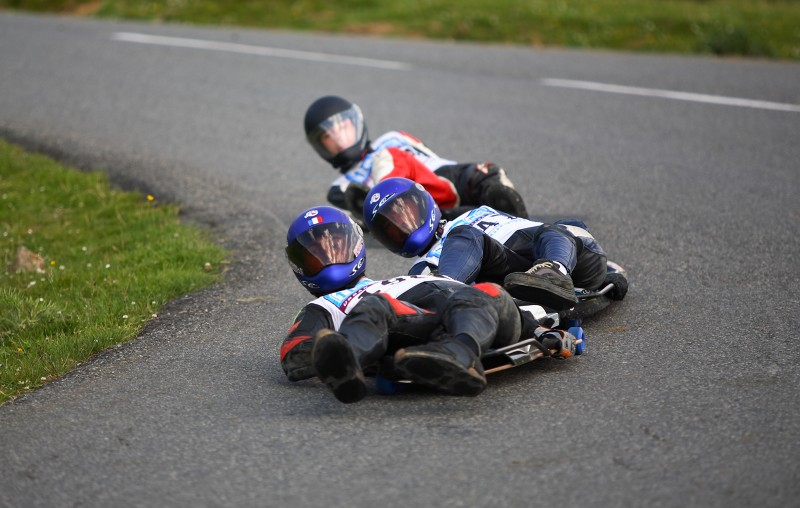
Streetluge

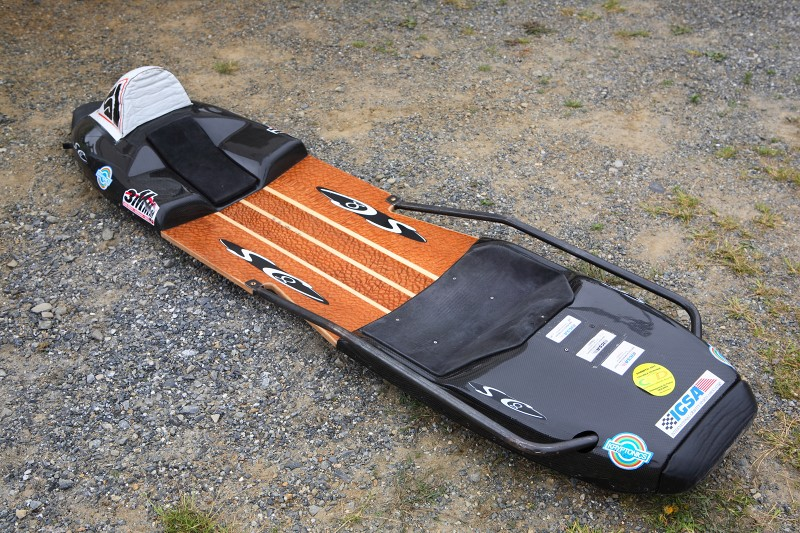
Streetluge board

La streetluge (« luge de rue ») est un engin de gravité qui se pratique sur route en pente.
D'origine nord-américaine, elle a vu le jour dans la fin des années 1970.
Le record de vitesse est de 157,431 624 km/h et a été établi par Cédric Touchette, un lugeur québécois. Le record a été établi sur la route des éboulements au Québec.

## Principes
La streetluge est composée d'un châssis reposant sur un ensemble axes/roulettes de type skateboard, mais de plus grande dimension.
D'une longueur de 1 mètre 50 et plus, elle est souvent construite d'acier, de fer, d'aluminium, de bois ou de fibre. Elle possède des poignées et pour certaines, un appui-tête, un carénage et des cale-pieds.
Le streetluger est équipé de protections de type moto, à savoir : combinaison de cuir, casque intégral, gants de cuir, protection dorsale.
Il possède également une paire de chaussures sous laquelle sont collés des freins, souvent fabriqués avec de la gomme de pneumatique dépourvue de structure métallique.
La position d'évolution se fait allongé sur le dos, pieds en avant, les bras le long du corps, tête légèrement relevée. La streetluge avance grâce à une poussée énergique des mains sur le sol pour lancer l'engin, puis la pente prend le relais.
Le freinage se fait en position assise en exerçant une pression sur les pieds.
Les virages s'amorcent souvent à la suite d'un freinage, dans une position semi-couchée, buste placé vers l'intérieur du virage afin de manœuvrer les axes dans la direction voulue.
Le streetluger tend à trouver une position allongée dans le virage également.
En France, on recense environ 1500 streetlugers. [réf. nécessaire].

## La pratique du sport
La pratique se fait principalement sur routes fermées à la circulation (par arrêté préfectoral) et sécurisées avec des protections dans les endroits potentiellement dangereux.
Elle se fait sous quatre formes :
- Les freerides : événements ayant pour but de permettre aux riders de rouler sur route fermée et sécurisée, sans enjeu si ce n'est celui de se faire plaisir.
- Le championnat national : géré par la FFRS (Fédération française de roller skating) qui permet aux pratiquants de se défier lors des différentes étapes sur routes fermées et sécurisées.
- Les routes fermées : par des associations spécialisées telles que la D173, Alsace Downhill, Riders en Bray, LSK, URAR, DDE69, DDE38, PLA ayant à disposition chacune une route ou piste fermée et sécurisée permettant les entrainements.
- La pratique sur route ouverte : la streetluge comme le longskate n'apparaissent pas dans le code de la route ; il y a donc un vide juridique quant à la pratique sur route ouverte.
Il est donc de la responsabilité des riders de bien se comporter et d'avoir une attitude courtoise afin d'assurer la cohabitation avec les autres usagers de la route envers lesquels ils ne sont pas prioritaires (toujours rester maître de son engin, sur la voie descendante, ralentir aux passages dangereux ou aux croisements avec d'autres usagers, se rendre le plus visible possible, fermer provisoirement la route avec une voiture, annoncer sa présence avec un panneau de chaque côté de la route, être en relation par talkie-walkie, rouler sur des routes et à des heures peu fréquentées...). Les membres d'associations sont bien souvent les plus à-même de connaitre les us et coutumes de ce type de pratiques afin qu'elles se déroulent dans un maximum de sécurité.

Il existe également à l'international un circuit Coupe du Monde IGSA (International Gravity Sports Association) sur lequel les athlètes Français brillent particulièrement[réf. nécessaire]. 
Ce circuit est composé de plusieurs étapes sur presque tous les continents, rassemblant des riders des quatre coins du monde.
La pratique se fait bien souvent en compagnie d'autres sports tels que le buttboard, le longskate, le roller ou le skullboard, toutes disciplines de descente (que l'on retrouve également sur les mêmes compétitions).